# 森田健太郎 (バレエダンサー)
森田 健太郎（もりた けんたろう、1971年4月3日 - ）は、日本のバレエダンサー、バレエ指導者である。3歳でバレエを始め、1990年、全国舞踊コンクール・ジュニアの部と全日本バレエコンクール・シニアの部で第1位を受賞した。1995年、文化庁芸術家在外研修員としてスコティッシュ・バレエ団（イギリス）に留学、翌年ソリストとして入団した。1998年には日本に帰国して牧阿佐美バレヱ団に入団し、主役級の役柄を数多く踊った。新国立劇場バレエ団の舞台にも多く出演し、オノラブル・ダンサー（名誉ダンサー）の称号を贈られた。バレエ指導者としては、牧バレヱ団のバレエマスターや牧阿佐美バレエ塾主任講師、各種バレエコンクールの審査員などを務めている。妻は同じくバレエダンサー・バレエ指導者の志賀 三佐枝（しが みさえ）。

## 経歴
生まれは徳島県で、高知県で育つ。森田の母はバレエ経験者であり、彼にバレエを習わせたいと思っていた。そしてバレエを始めたのは3歳のときだったが、当時はお遊戯感覚だったためしばらく中断していた。
バレエを再開したのは小学校1年になってからで、叔母（立脇千賀子）に指導を受けた。母は彼に対して「中学までは絶対に続けなさい。その時点で嫌だというならかまわない」という方針で接していた。
森田がバレエを始めた時期には男の子がバレエを習うのはまだ珍しく、立脇の教室にも彼1人だけであった。さらに立脇は身内ということで、レッスンでは厳しく指導していた。この時期の彼はバレエの道に進むことは特に考えていなかったという。
転機が訪れたのは、15歳のときであった。森田は全日本バレエコンクールに出場し、同年代の男性バレエダンサー（小嶋直也や根岸正信など）に出会った。彼らの存在に刺激を受けた森田は、両親に「バレエを続けたい」と決意を告げた。
その後高校を中退した森田は、ロンドンのウエストストリートスクールに留学してバレエを学ぶことになった。しかし、腰を痛めたため病院で診断を受けたところ「腰の骨折」でバレエを続けることはできないと宣告された。
森田はこの事態を受けてやむなく日本に戻った。そして帰国後に小川正三という整形外科医を紹介され、その診断を受けた。小川はバレエ医学の日本における先駆者的存在で、森下洋子や大原永子などの著名ダンサーを診てきた実績のある人物だった。小川は森田を骨折ではなく「脊椎すべり分離症」と診断し、「もしバレエを続けたいなら、手術を受ければまた踊ることができる」と告げた。
手術後、復帰までには1年近くかかった。寝たきりの状態が続いていたために全身の筋肉が衰え、立つと膝が震えてしまうほどだったというが、まだ10代と若かったために元の状態に順調に戻ることができた。
復帰後の森田は、1990年に全国舞踊コンクールジュニアの部へ出場して第1位を受賞した。本人は試しに出てみるくらいの感覚であったが、この受賞にはかえって本人が驚いたという。同年には全日本バレエコンクール・シニアの部でも第1位となっている。
その後森田は、フリーランスのダンサーとしての活動を始めた。日本バレエ協会公演や青山バレエフェスティバルなどの出演の他、1993年にはスロバキア共和国国立劇場の招聘によって『白鳥の湖』に主演している。バレエ以外の舞台にも活動を広げ、1995年にはミュージカル『回転木馬』（ケネス・マクミラン振付）にフェアグラウンド・ボーイの役で出演した。同年、文化庁の在外研修員としてスコティッシュ・バレエ団（イギリス）に留学した。
翌1996年、スコティッシュ・バレエ団にソリストとして正式に入団した。当時のスコティッシュ・バレエ団には大原永子や下村由理恵が在籍中で、カンパニーの雰囲気も森田に合っていた。彼が在籍していた時期のスコティッシュ・バレエ団はクラシック・バレエ主体に活動するカンパニーで、公演数も多かった。森田はここで『ロミオとジュリエット』（ジョン・クランコ振付）や『リーズの結婚』などを踊った。
スコティッシュ・バレエ団での日々は森田にとって、舞台数の多さはもとより日本では経験できないことを多く学んだことなどで充実したものであった。その日々の中で、彼は踊れなくなる前に日本に戻って日本国外での経験や成果を日本の観客に観てもらいたいという思いを抱いた。その思いについて彼自身は「噂だけで「何かいいダンサーだったらしいよ」というのではなく、実際に観ていただいて「いいダンサーだ」と言ってもらいたかった」と『Ballet vol.19』（2001年）掲載のインタビューで述べていた。
森田は1998年に日本に帰国して、牧阿佐美バレヱ団に入団した。入団以降、牧バレヱ団の作品多数に主要な役柄で出演し、ローラン・プティ振付『ノートルダム・ド・パリ』の日本初演では主役カジモドに抜擢された。新国立劇場バレエ団でも登録ソリストとして舞台に立ち、『白鳥の湖』、『ラ・バヤデール』、『ラ・シルフィード』などのクラシック・バレエのレパートリーに加えてローラン・プティ振付『こうもり』に主演した。2008年2月、新国立劇場バレエ団初の日本国外公演「ジャパン！カルチャー+ハイパーカルチャー」（アメリカ合衆国ワシントン、ジョン・F・ケネディ・センター）で『ライモンダ』の主役を踊った。
主な受賞としては、「オン・ステージ新聞」新人ベストワン（1998年）、村松賞大賞（1999年）、橘秋子賞優秀賞（2001年）、第26回服部智恵子賞（2010年）がある。新国立劇場バレエ団からは、オノラブル・ダンサー（名誉ダンサー）の称号を贈られた。後進の指導や育成にもあたり、牧バレヱ団のバレエマスター、牧阿佐美バレエ塾主任講師、各種バレエコンクールの審査員などを務めている。
　　　　　　　　　　　　　　　　

## 評価とレパートリー
森田はバレエダンサーとして、早くから将来を嘱望される存在であった。そして、舞踊技巧と表現力の双方に優れたダンサーとして舞踊関係者から高く評価された。
薄井憲二は『バレエ1994』（1995年）に寄稿した文で「最近では珍しいダンスール・ノーブル」と評価を与え、ニコライ・ファジェーチェフ、アンソニー・ダウエル、シャルル・ジュドの名を挙げて「森田も、これらの大先輩と同じ線上にあるという意味でももっと認められていい」と称賛した。鈴木晶も「下村由理恵第1回リサイタル」（2001年）に客演した彼の踊りに「絵に描いたようなロイヤル・スタイルでなんとも優雅。これほどのダンスール・ノーブルは日本にほとんどいないといって過言ではない」と賛辞を贈っている。森田自身も「（小嶋直也や根岸正信などの）この世代で僕と同じタイプのダンサーはいなかった。それはよかったなと思います」と回顧していた。
森田のレパートリーはクラシック・バレエの諸作品はもとより、ジョージ・バランシン、ローラン・プティ、ナチョ・デュアトなどの近現代作品に至るまで幅広い。ミュージカル『回転木馬』では台詞や歌はなく踊りですべてを表現する役柄（フェアグラウンド・ボーイ）に挑戦し、マクミランの振付をとても気に入って「ほかの作品も踊ってみたい」と願うようになった。
その後森田は、ロンドンでロイヤル・バレエ団のマクミラン版『ロミオとジュリエット』を鑑賞した。その舞台でマキューシオを踊った熊川哲也の印象があまりにも強かったため、主役のロミオについてはあまり覚えていなかったと述べている。当時は自分がマクミラン版のロミオを踊ることになるとは考えておらず、新国立劇場バレエ団の2001年10月公演で全幕の主演に決まったときは驚いたことを明かした。
本人はもっとも好きな役として、スコティッシュ・バレエ団で踊ったジョン・クランコ版『ロミオとジュリエット』のマキューシオを挙げた。スコティッシュ・バレエ団ではこの役を20回近く踊り、最後に踊った日は本当に寂しい思いをしていた。しかし、その2,3日後に別のダンサーが負傷したために再度踊る機会が訪れたときは本当にうれしかったという。
さらに森田は牧バレエ団で踊ったローラン・プティ振付『ノートルダム・ド・パリ』のカジモドを挙げて「表現に対する考えが完全に変わりました」と述べている。彼はニコラ・ル・リッシュのビデオを見て研究を重ね、「自分なりのカジモド像」を作り上げてリハーサルに挑んだ。しかしプティからは「役を作りすぎている」と注意された。プティは「もっと君の内側から出てくるものを見せてほしい」と言い、いま自分が感じるままに踊ってくれ。昨日とは違う踊り方でかまわない」と続けた。プティの言葉は森田に大きな刺激を与え、古典バレエでも以前とは異なる踊り方に変わり、そして舞台上で「感じる」ことを大切にしながら踊るように心がけるようになった。

## 人物と私生活、そして指導者として
森田はバレエ人生において、さまざまな出会いを重ねてきた。その中でも小川正三との出会いは、彼がバレエの道を歩み続けるうえで重要なもののひとつであった。彼は小川について「出会いがなければ、いまこうして踊っていられたかどうかわからないですね」と証言している。
その他の出会いも森田にとって重要なものであった。フリーランスで踊っていた時代からスコティッシュ・バレエ団入団後に出会った人々（森田は特に大原永子の名を挙げている）、さらに牧阿佐美や三谷恭三など、多くの出会いが彼の財産となり、「どれが欠けてもいまの自分はないと思っています」と述べている。
特に牧は、後に彼の妻となる志賀三佐枝との出会いに大きな役割を果たした。志賀は幼少時から牧の指導を受けていて、牧阿佐美バレヱ団でプリマ・バレリーナを務めたほか、新国立劇場バレエ団でも主役級のソリストとして数々の舞台に立ったバレエダンサーであった。志賀は2005年に現役を退き、その後は牧バレヱ団のバレエミストレスなどを務めていた。
牧はバレエ団の枠を超え、優秀な人材を育成することを目的のひとつとする「牧阿佐美バレエ塾」を2012年に開校した。牧が「こういうことをやりたいのだけど」と森田と志賀に伝えたところ、2人にはバレエ塾が掲げる理想の高さに対して「自分たちで大丈夫なのか」という共通の不安が生じた。牧は「大丈夫だから」と決意を促し、2人はバレエ塾の教師の任を受けた。
森田が牧から学んだことで特に印象が強かったのは、「ダンサーとしての心構え」であった。全幕バレエの主役として舞台を牽引していく気概や、舞台に登場するその瞬間に空気を変えなければならない点など、技術よりもそれ以外の部分で教えられたと語っている。彼は牧の没後、「先生（牧）の教え方は本当に深い。塾生に指摘する一言が、僕らが考えることのさらに先をゆく深さがあり本当に勉強になりました。もう困った時に相談はできませんが、今回の上中さんに続く第二、第三の「金平糖」を育てていきたい。それが先生への恩返しになると思います」と追悼している。